# Razzie Redeemer Award
Il Razzie Redeemer Award è un premio annuale assegnato dai Golden Raspberry Awards per riconoscere che vincitori e nominati del passato possono proseguire la loro carriera e dare ottime performance.
Il premio è stato istituito nell'edizione del 2014; il vincitore viene votato dal pubblico sul sito Rotten Tomatoes.

## Edizioni

### 2010
- 2014
  - Ben Affleck, pluri-vincitore di Razzie per Amore estremo - Tough Love - "per essere diventato un favorito dagli Oscar con Argo e L'amore bugiardo - Gone Girl"[2]
  - Jennifer Aniston, quattro volte candidata ai Razzie - "per la candidatura ai SAG Awards per Cake"[2][1]
  - Mike Myers, vincitore di due Razzie per Love Guru - "per aver diretto il documentario Supermensch: The Legend of Shep Gordon"[2]
  - Keanu Reeves, sei volte candidato ai Razzie - "per l'acclamato dalla critica John Wick"[2]
  - Kristen Stewart, sei volte vincitrice di un Razzie per la serie di Twilight - "per l'acclamato Camp X-Ray"[2]

- 2015
  - Sylvester Stallone, vincitore di un Razzie come peggior attore del secolo - "per tutti i premi che sta vincendo grazie al film Creed - Nato per combattere"
  - Elizabeth Banks, vincitrice di un Razzie per Comic Movie - "per i tanti successi commerciali e di critica avuti quest'anno"
  - M. Night Shyamalan, perenne candidato e vincitore di Razzie - "per aver diretto The  Visit"
  - Will Smith, protagonista di After Earth - "per aver recitato in Zona d'ombra"[3][4]

- 2016
  - Mel Gibson, per il grande talento mostrato in La battaglia di Hacksaw Ridge (Hacksaw Ridge)[5]

- 2018
  - Melissa McCarthy - Copia originale (Can You Ever Forgive Me?)
  - Tyler Perry nei panni di Colin Powell - Vice - L'uomo nell'ombra (Vice)
  - Peter Farrelly - Green Book
  - La saga sui Transformers - Bumblebee
  - Sony Pictures Animation - Spider-Man - Un nuovo universo (Spider-Man: Into the Spider-Verse)[6]

- 2019
  - Eddie Murphy - Dolemite Is My Name
  - Jennifer Lopez - Le ragazze di Wall Street - Business Is Business (Hustlers)
  - Keanu Reeves - John Wick 3 - Parabellum (John Wick: Chapter 3 - Parabellum) e Toy Story 4
  - Adam Sandler - Diamanti grezzi (Uncut Gems)
  - Will Smith - Aladdin[7]

### 2020
- 2021
  - Will Smith - Una famiglia vincente - King Richard (King Richard)
  - Jamie Dornan - Belfast
  - Nicolas Cage - Pig - Il piano di Rob[8]

- 2022
  - Colin Farrell - Gli spiriti dell'isola (The Banshees of Inisherin)
  - Mark Wahlberg - Father Stu
  - Val Kilmer - Val[9]

- 2023
  - Fran Drescher, attuale presidente del SAG/AFTRA, per la sua brillante guida del sindacato degli attori attraverso uno sciopero prolungato nel 2023 conclusosi positivamente.

- 2024
  - Pamela Anderson - The Last Showgirl
  - Demi Moore - The Substance
  - Megan Fox - Subservience